# Robbie Ure
Robert „Robbie“ Ure (* 24. Februar 2004 in Glasgow) ist ein schottischer Fußballspieler, der beim IK Sirius in Schweden unter Vertrag steht.

## Karriere

### Verein
Robbie Ure begann seine Karriere in seiner Geburtsstadt bei den Glasgow Rangers. Im Juni 2021 erhielt er seinen ersten Vertrag als Profi bei den Rangers. Er gab sein Rangers-Debüt in der ersten Mannschaft am 30. August 2022, als er in einem Ligapokalspiel gegen Queen of the South im Ibrox Stadium in der Startelf stand. Bei dem 3:1-Sieg erzielte er in der 10. Spielminute das 1:0-Führungstor. Er musste danach fast drei Monate auf seinen nächsten Auftritt im Kader der Profimannschaft abwarten, als er am 12. November 2022 in einem Spiel der Scottish Premiership gegen den FC St. Mirren für Borna Barišić eingewechselt wurde. Im selben Jahr absolvierte er außerdem 33 Fünftligapartien für die Reservemannschaft des Klubs und erzielte dabei 17 Treffer. Anschließend wechselte er für zwei Spielzeiten zu den RSCA Futures nach Belgien, der Zweiten Mannschaft des RSC Anderlecht in der Challenger Pro League. Dort schoss er zwölf Tore in 39 Zweitligaspielen. Zur Saison 2025 schloss Robbie Ure sich dem schwedischen Erstligisten IK Sirius an.

### Nationalmannschaft
Einen Monat nach seinem Profidebüt für die Glasgow Rangers im schottischen Ligapokal, absolvierte Ure auch sein erstes Spiel für Schottland. Am 21. September 2022 wurde er in der schottischen U19-Nationalmannschaft gegen Kroatien eingesetzt. In seinem vierten Länderspiel in dieser Altersklasse erzielte er zwei Tore bei einem 5:2-Sieg gegen Kasachstan.